# Curetis santana
Curetis santana är en fjärilsart som beskrevs av Moore 1857. Curetis santana ingår i släktet Curetis och familjen juvelvingar. Inga underarter finns listade i Catalogue of Life.

## Bildgalleri

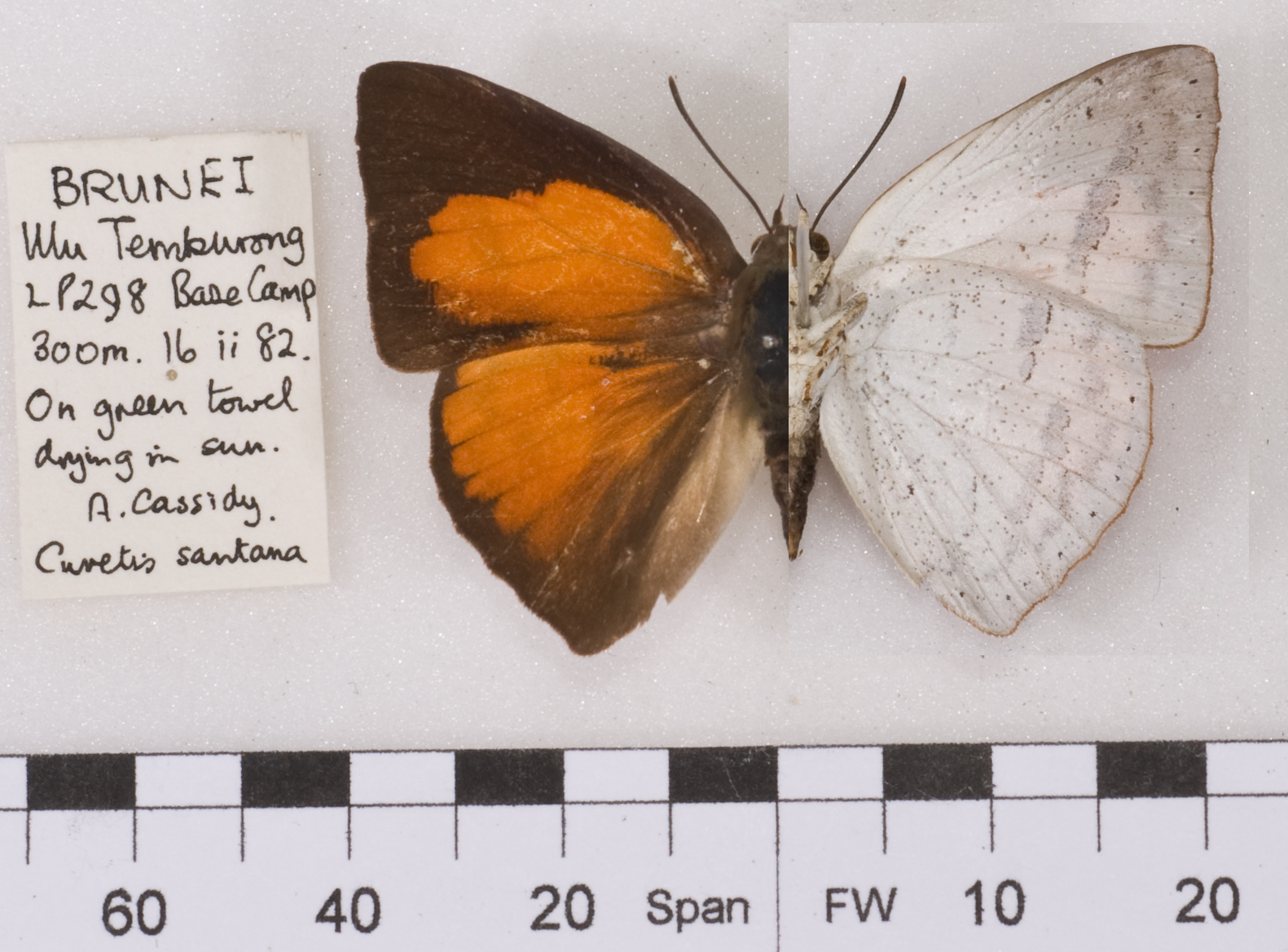